# Ludwig Düwahl
Ludwig Düwahl (* 8. Januar 1879 in Plau am See; † 27. April 1940 in Hamburg-Eppendorf) war ein deutscher Goldschmied und Illustrator.

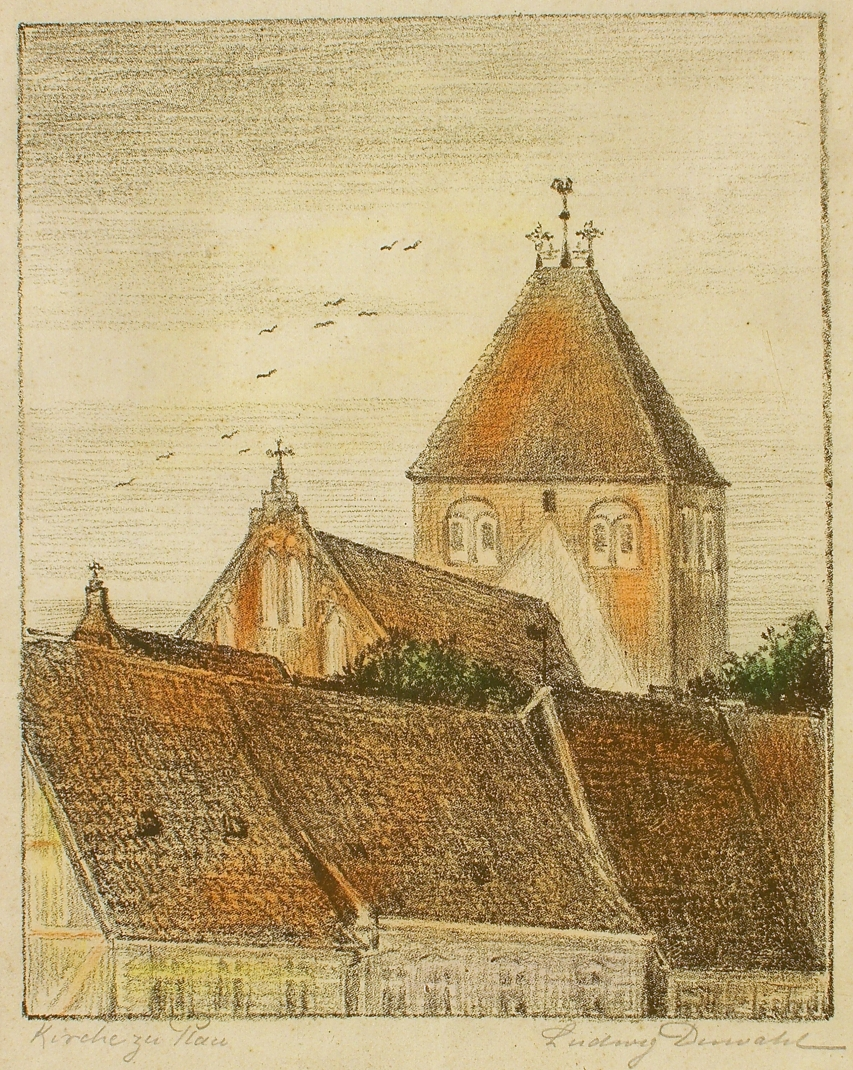
Marienkirche Plau

Notgeld der Stadt Teterow (1922)

## Leben und Werk
Geboren wurde Ludwig Düwahl als Sohn des Goldschmieds Friedrich Düwahl. Er übernahm nach seiner Goldschmiedelehre in Rostock und Meyenburg die Werkstatt seines Vaters in Plau am See.
Düwahls 1908 im Hinstorff Verlag erschienenes Plattdütsch Billerbauk wurde erstmals 1981 anlässlich des 150-jährigen Verlagsjubiläums neu aufgelegt und erlebte mehrere Neuauflagen.
Des Weiteren zeichnete er 1926 die im Bildhauermuseum Prof. Wandschneider ausgestellte Ehrenbürgerurkunde von Wilhelm Wandschneider.
Ludwig Düwahl schrieb u. a. für den Plauer Quartettverein mehrere Theaterstücke, Gedichte und Erzählungen (Auf Umwegen, Die Stövesands, Der Peter), sowie zwei Romane. Hauptmann Warasiner – eine im Dreißigjährigen Krieg für Plau am See historisch verbürgte Gestalt – wurde als Theaterstück Krakeel üm Warasiner dramatisiert und zum meckl. Heimattreffen 1933 in Plau am See aufgeführt (Urtext im Museum Schwerin-Mueß).
Überdies verfasste Düwahl als interessierter Kenner der Ur- und Frühgeschichte Mecklenburgs Beiträge für die Mecklenburgischen Monatshefte, Die Heimat und andere Zeitschriften und Zeitungen.
In seiner Profession als Goldschmied fertigte Ludwig Silber- und Bronzeschmuck sowie filigran gestaltete Intarsienarbeiten. Ein Teil dieser Arbeiten ist wahrscheinlich noch im Privatbesitz Plauer Familien erhalten geblieben.
Ludwig Düwahl starb im Krankenhaus Hamburg-Eppendorf und wurde auf dem Friedhof seiner Heimatstadt Plau am See beigesetzt. Das Grab ist nicht erhalten.
Düwahls Tochter Eva – verheiratete Heise (1909–1973) – besaß ebenfalls künstlerisches Talent und nahm Unterricht im Modellieren bei Wandschneider. Von beiden signiert ist eine Büste Ludwig Düwahls, die sich zusammen mit einigen Originalzeichnungen aus dem Familiennachlass seit Herbst 2005 im Museum am Burghof Plau am See befindet. Seit Frühjahr 2019 zeigt das Museum eine Ausstellung mit Düwahls Arbeiten.

## Anekdoten
Als Ludwig Düwahl als fast einziger Trauergast eine mit der Familie freundschaftlich verbundene jüdische Frau zu Grabe begleitete, wurde er heftig von den Nationalsozialisten angegriffen (nach schriftlicher Überlieferung der Tochter Rose Winterfeldt).

## Düwahl heute
Im Wohngebiet Heidenholz trägt eine Straße den Namen Ludwig-Düwahl-Weg.

## Illustrationen

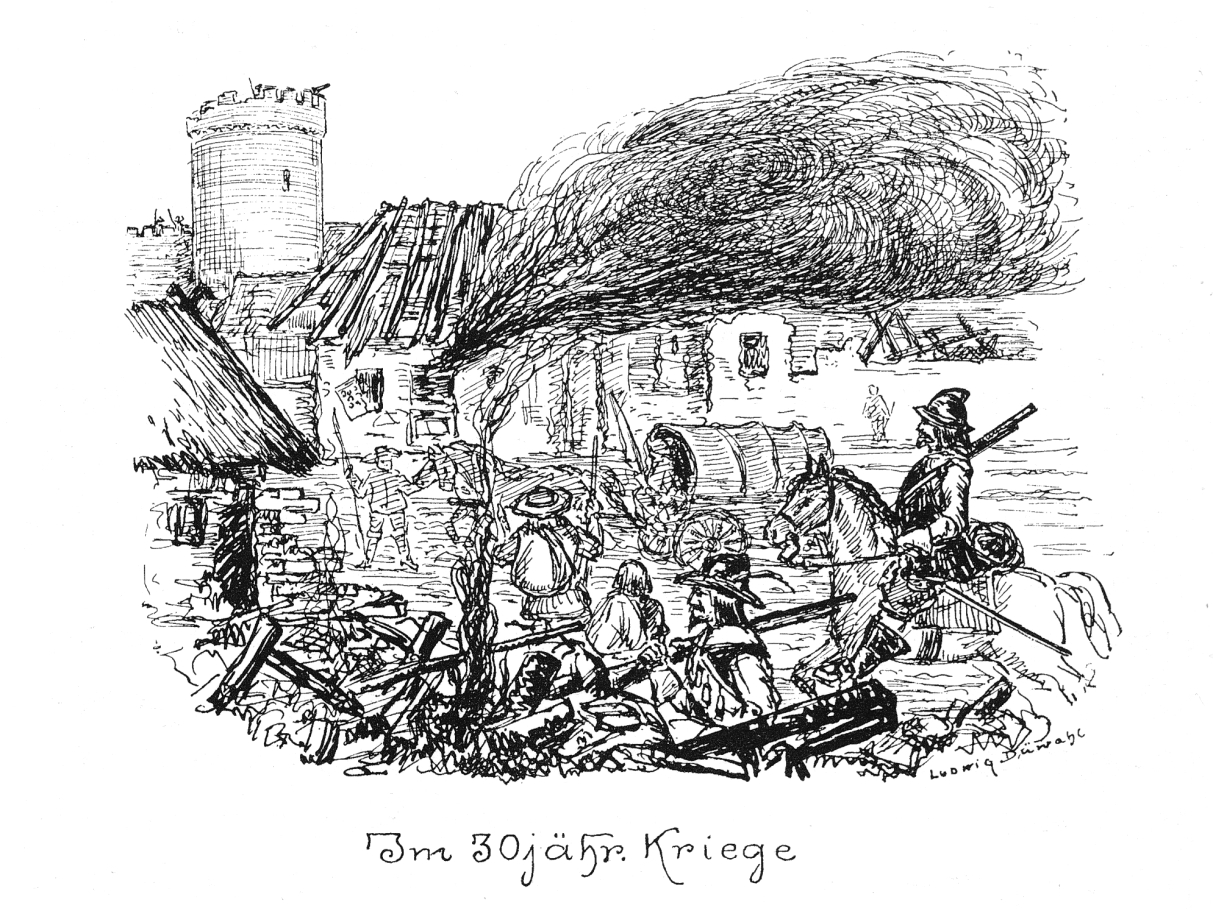
Soldaten brandschatzen auf der Plauer Burg

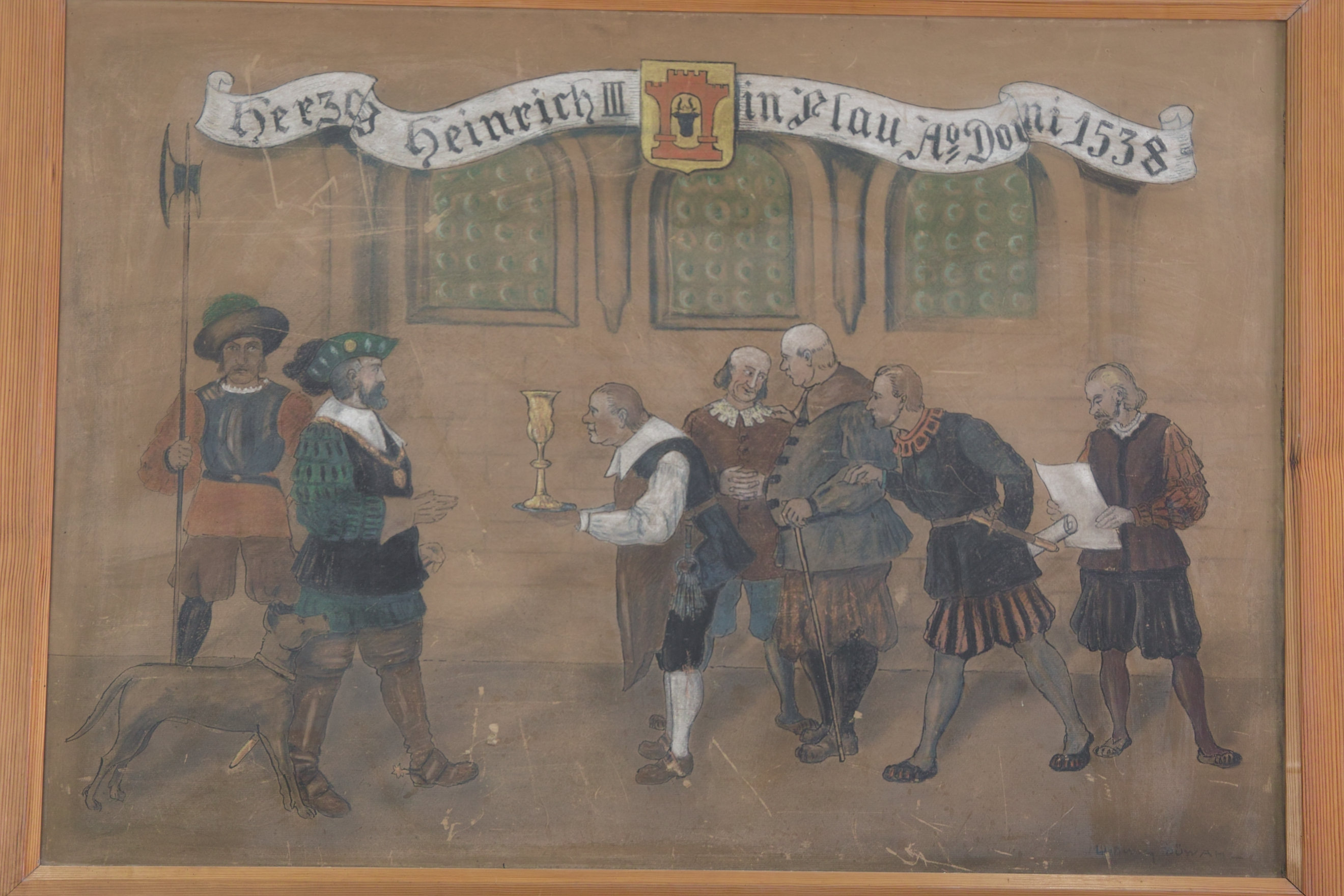
Weinprobe von Herzog Heinrich V.

- Plauer Stadtansichten, teils coloriert, z. B. von Burgturm und Kirche
- Mappe von 10 (gedruckten) Zeichnungen mit Motiven der Stadtgeschichte und Ansichten der Stadt
- Teterower Notgeld von 1921 (3 Scheine: 25, 50, 75 Pfg.)
- Plauer Notgeld von 1922 (3 Scheine: 25, 50 und 75 Pfg.)
- Ehrenbürgerurkunde für Wilhelm Wandschneider 1926 im Bildhauermuseum Prof. Wandschneider, Plau am See
- Pastellbilder Die Burgwache und Empfang Herzog Heinrichs V. auf der Burg Plau in Eigentum der Stadt Plau am See
- großformatiges Pastellbild Die Weinprobe Herzog Heinrichs V. 2006 aus Plauer Privatbesitz für das Museum am Burghof Plau am See erworben

## Werke
- Plattdütsch Billerbauk (1908) ISBN 3-356-00907-9
- 100 Jahre der Plauer Schützengilde 1612–1711